# Dig, ljusens Fader, vare pris
Dig, ljusens Fader, vare pris (alternativt Dig, ljusets Fader, vare pris enligt 1819 års psalmbok) är en psalm om Guds ord av Johan Olof Wallin 1816. I 14 verser beskrivs erfarenheten av Guds uppenbarelse i både naturen, lagen och evangeliet. Allt summeras i 14:e versens lovsång: I dig är Faderns välbehag, i dig vår salighet. O Jesus Krist, i går, i dag, och i all evighet.
Psalmen har en tysk melodi (C-dur, 2/2) från 1710, känd genom den klassiska morgonbönspsalmen Din klara sol går åter opp, en melodi som komponerades av Johann Georg Störl.

## Publicerad i
- 1819 års psalmbok som nr 141 under rubriken "Nådens medel: Ordet: I allmänhet".
- Metodistkyrkans psalmbok 1896, som nr 191 under rubriken "Den heliga skrift".
- Svenska Missionsförbundets sångbok 1920 som nr 541 med titeln "O människa, det är dig sagt"
- Sionstoner 1935 som nr 251 med titeln O människa, det är dig sagt, under rubriken "Nådens medel: Ordet".
- 1937 års psalmbok som nr 174 under rubriken "Ordet".
- Psalmer för bruk vid krigsmakten 1961 som nr 174 verserna 9-14.
- Den svenska psalmboken 1986 som nr 63 under rubriken "Ordet".
- Lova Herren 1988 som nr 543 under rubriken "Guds barn i bön och efterföljelse".